# Neanastatus flavimesopleurum
Neanastatus flavimesopleurum är en stekelart som beskrevs av Girault 1915. Neanastatus flavimesopleurum ingår i släktet Neanastatus och familjen hoppglanssteklar. Inga underarter finns listade i Catalogue of Life.